# Schichtblock

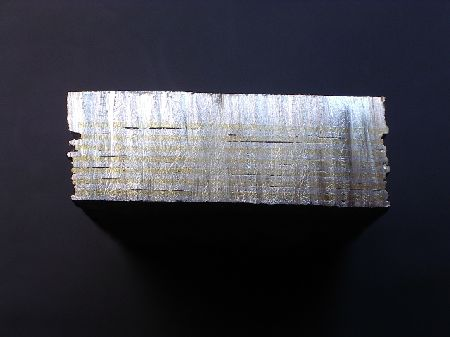
Querschnitt mit gut sichtbaren Schichtlinien

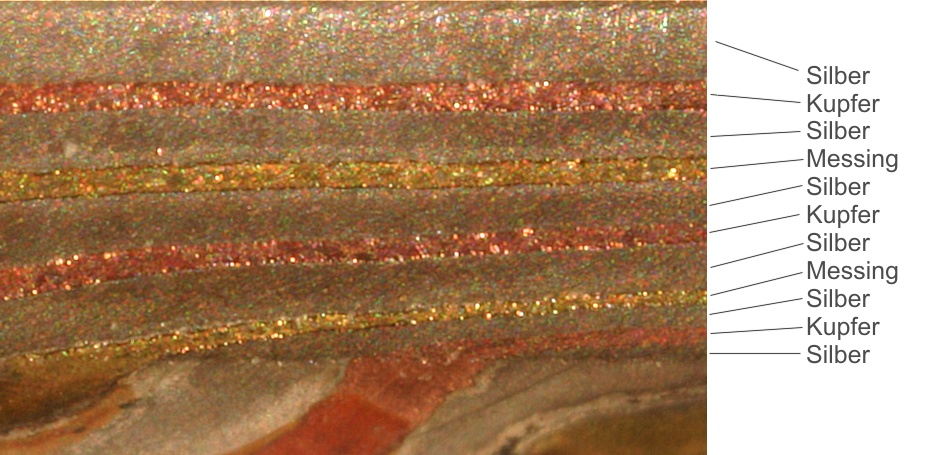
Querschnitt durch ein Mokume-Gane-Blech (Stärke: 0,8 mm), geätzt.

Schichtblöcke, auch als Halbzeuge bezeichnet, bestehen grundsätzlich aus verschiedenen Blechen, die zu einer neuen Legierung verschweißt werden und als Grundlage zur Weiterverarbeitung dienen. Demzufolge werden z. B. Bleche aus Gold und Silber sowie den Legierungen Shakudō, Shibuichi, Kuromidō und Corinthium aes benutzt. Im ersten Schritt werden die Bleche gereinigt, in abwechselnder Farbfolge aufeinandergestapelt und danach sorgfältig miteinander verschweißt. Die Verschweißung kann dabei nach der traditionellen oder der modernen Methode erfolgen.
Die traditionelle Methode ist das Schweißen in der offenen Flamme. Der Nachteil dieser Methode ist die hohe Anforderung an den Schmied. Er muss viel Zeit investieren und gleichzeitig über viel Erfahrung verfügen. Die Verbindung der Metalle geschieht hart an der Schmelzgrenze des niedrigst-schmelzenden Metalls.
Unter der modernen Methode versteht man ein Diffusions-Schweißen in einem elektrischen Ofen. Die Vorarbeit entspricht der traditionellen Methode, ist aber wesentlich störungsfreier.
Beiden Methoden ist gemeinsam, dass kein Lot benutzt wird und die Verbindung der Bleche zu einer Legierung dabei auf molekularer Ebene erfolgt (ggf. siehe auch: Metallische Bindung). Der Unterschied liegt in der Verbindungsart: bei der traditionellen Methode bilden die aufeinander liegenden Nichteisen-Metalle beim Schweißvorgang eine neue Legierung (Verbindung), die diese verbindet. Bei der modernen Methode hingegen entsteht zwischen den einzelnen Metallen eine „Verzahnung“ (die Atome suchen sich neue Positionen und verbinden so die Metalle). Ist die Verbindung der Platten nicht optimal, können Fehler entstehen, die meist bis zum Schluss unbemerkt bleiben, dann aber die ganze Arbeit ruinieren.
Je nach Weiterverwendungsziel gibt es vollkommen unterschiedliche Arten von Schichtblöcken bzgl. Größe und den verwendeten Metallen. So kann der fertig verschweißte, gereinigte und an den Kanten versäuberte Schichtblock u. a. die Grundlage zur Herstellung von Mokume-Gane-Damast-Schmuck bilden.
Jedoch sind auch bei der weiteren Verwendung des Blockes im Schmuckbereich die anschließenden Arbeitsschritte gemeinsam. So wird der Block zu einem quadratischen Stab ausgeschmiedet und tordiert, um ein Muster zu erzeugen. Erst das anschließende Aufsägen zeigt, ob das entstandene Muster den Erwartungen gerecht wird.

## Wootz
Wootz-Block, eigentlich eine falsche oder zumindest ungewöhnliche Bezeichnung. Das Ausgangsmaterial, der sogenannte Wootz-Barren oder Wootz-Kuchen, besteht aus sehr reinem Eisen, ca. 1,5 % Kohlenstoff und winzigen Spuren von Verunreinigungen aus Vanadium, Molybdän, Chrom, Niob oder Mangan. Das Material wird geschmolzen und anschließend langsam abgekühlt. Dabei bilden sich langsam Austenitkristalle. Sie haben eine längliche, tannenbaumähnliche Form und schieben sich immer weiter in die Schmelze. Die Verunreinigungen passen nicht ins Kristallgitter und werden in die Zwischenräume gedrängt. Kühlt das Material weiter ab und unterschreitet die Austenit-Untergrenztemperatur, bilden sich Zementitpartikel, die zufällig verteilt sind. Wird der Stahl nun geschmiedet, verflüchtigen sich die Zementitteilchen wieder, außer in dem Grenzbereich zwischen den Austenit-Kristallen, wo sich die Fremdstoffe angesammelt haben. Der Stahl wird jetzt jedes Mal bis in den Temperaturbereich erhitzt, in dem neue Zementitpartikel entstehen. Anschließend wird der Stahl geschmiedet. Für mehr Informationen siehe Damaszenerstahl.